# Ronald Wilfred Jansen
Ronald Wilfred Jansen (Wijster, 1964) is een Nederlandse historicus, fotograaf en publicist.
In 1996 is hij als historicus afgestudeerd aan de Rijksuniversiteit Utrecht op de scriptie: Een heide(ns) karwei. Albert Jan Blijdenstein, president van de Nederlandsche Heidemaatschappij 1889-1896.  
Op het gebied van natuurfotografie is hij goeddeels autodidact en heeft hij enkele cursussen gevolgd.
Hij publiceert over tal van onderwerpen waaronder over Anne Frank, de Twentse textielnijverheid, natuurfotografie en de geschiedenis van de fotografie. 
Bovendien schrijft hij regelmatig opiniestukken voor kranten en artikelen voor historische tijdschriften.